# Chris Buck

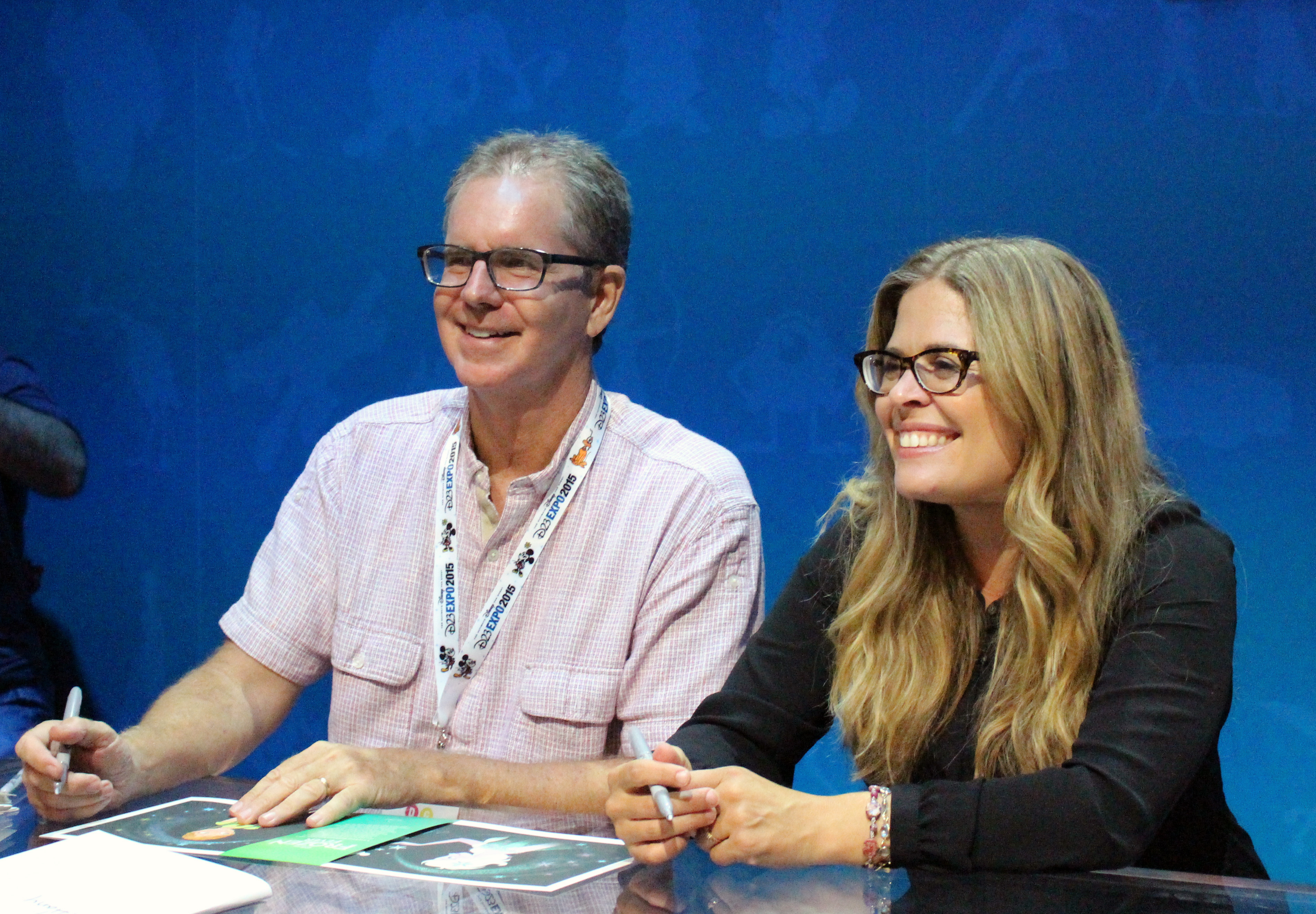
Chris Buck i Jennifer Lee signant litografies

Chris Buck (Wichita, Kansas, 25 d'octubre de 1960) és un director, guionista i animador estatunidenc.
Al costat de Kevin Lima va ser director de Tarzán, pel·lícula de Walt Disney Animation Studios basada en la novel·la Tarzán d'Edgar Rice Burroughs; de Surf's Up al costat de Ash Brannon, de la qual també va ser guionista. Va tornar a Walt Disney Animation Studios per dirigir Frozen, al costat de Jennifer Lee, basada en el conte La Reina de les Neus de Hans Christian Andersen.

## Filmografia

### Com a director
- (1999) Tarzán. Al costat de Kevin Lima.
- (2007) Bojos pel surf. Al costat de Ash Brannon.
- (2013) Frozen: el regne del gel. Al costat de Jennifer Lee.

### Altres crèdits
- (1981) La guineu i el sabueso (Animació).
- (1987) La torradora valenta (Animació).
- (1988) Oliver i la seva colla (Director d'animació).
- (1989) La sirenita (Disseny de personatges).
- (1990) Bernardo i Bianca en Cangurolandia (Animador clau).
- (1995) Pocahontas (Disseny de personatges, supervisor d'animació, guió).
- (2004) Vaques vaqueres (Consultor d'animació).
- (2005) Chicken Little (Supervisor d'animació).
- (2007) Bojos pel surf (Guionista i Veu).